# (231937) 2001 FO32
(231937) 2001 FO32 est un astéroïde Apollon et aréocroiseur, classé comme potentiellement dangereux. Il fut découvert par LINEAR à Socorro le 23 mars 2001.
Le 21 mars 2021, il est passé à 2 020 000 km de la Terre, il avait alors un magnitude apparente de 11,7 
ce qui le rendait visible avec un télescope de seulement 20 cm de diamètre, mais il restait invisible à l'œil nu. À cause de son orbite très inclinée et excentrique, sa vélocité lors de l'approche de 2021 était de 34,4 km/s en faisant l'un des astéroïdes les plus rapides de l'année.

## Orbite
L'orbite très excentrique de cet objet l'amène à s'approcher de Vénus et Mercure. Le 16 janvier 2008, il est passé à 14 000 000 km de Mercure. En 2052 il fera une nouvelle approche de la Terre.  